# Морткино
Морткино — деревня в Сокольском районе Вологодской области.
Входит в состав Пельшемского сельского поселения, с точки зрения административно-территориального деления — в Пельшемский сельсовет.
Расстояние по автодороге до районного центра Сокола — 38 км, до центра муниципального образования Марковского — 3 км.
По переписи 2002 года население — 3 человека.